# Thomas Benzing
Thomas Benzing (* 12. Mai 1965 in Schwenningen am Neckar) ist Universitätsprofessor und Direktor der Klinik II für Innere Medizin (Nephrologie, Rheumatologie, Diabetologie und Allgemeine Innere Medizin) am Universitätsklinikum Köln und Geschäftsführender Direktor des Zentrums für molekulare Medizin Köln (CMMC). Benzing gilt als international anerkannter Nephrologe und befasst sich mit der Aufklärung molekularer Ursachen von Nierenerkrankungen sowie mit der Rolle der Nieren bei Alterungsprozessen und altersassoziierten Erkrankungen.

## Leben
Thomas Benzing studierte Medizin an der Albert-Ludwigs-Universität Freiburg, promovierte 1993 (Untersuchungen zur Regulation der endothelialen Autakoidbildung an kultivierten Endothelzellen) und war dann bis 1996 als Assistenzarzt an der Universitätsklinik Freiburg tätig, bevor er als wissenschaftlicher Mitarbeiter an die Universität Frankfurt ans Institut für kardiovaskuläre Physiologie zu Rudi Busse und dann an die Harvard University an das Beth Israel Hospital der Harvard Medical School wechselte. Nach seiner Rückkehr aus USA habilitierte Benzing 2002 in Innerer Medizin an der Universität Freiburg und war dann Oberarzt der Klinik für Nephrologie und Allgemeinmedizin der Uniklinik Freiburg (Leitung Gerd Walz) und Heisenberg-Stipendiat der DFG. Benzing wurde u. a. an die Harvard University in Boston, die UT Southwestern in Dallas und die Washington University in Seattle berufen, nahm 2006 jedoch einen Ruf als Professor für Medizin (W3) an der Universität Freiburg an, bevor er dann 2007 als Ordinarius und Direktor der Klinik II für Innere Medizin nach Köln wechselte. 2011 wurde er zudem Direktor des Zentrums für Molekulare Medizin in Köln. Außerdem ist Benzing Prodekan für Finanzen und Haushaltsentwicklung der medizinischen Fakultät der Universität zu Köln.

## Werk
Benzing gilt als Pionier auf dem Gebiet der molekularen Erforschung von Nierenerkrankungen und hat mit seinem Team internationale Reputation erlangt durch Studien zu den molekularen Ursachen der Proteinurie, der Funktion des Nierenfilters und zur molekularen Pathogenese von Zystennieren. Ein weiterer wissenschaftlicher Schwerpunkt von Thomas Benzing sind Prozesse des Alterns und hier insbesondere die Rolle der Niere und der Nierenfunktion im Alterungsprozess. Als Arzt ist Benzing zudem bekannt für die Translation von Erkenntnissen aus der Grundlagenforschung in die Klinik. Er ist Investigator für unterschiedliche klinische Studien zur Etablierung neuer Therapieverfahren in der Nephrologie. Seit Mai 2025 ist Benzing Sprecher des neuen Transregio-Sonderforschungsbereichs TRR 422 „PodoSigN – Podozyten Signaltransduktion: Von den Grundlagen zum Krankheitsverständnis“, der gemeinsam von den Universitäten Köln, Hamburg und Münster beantragt wurde.

## Ehrungen, Mitgliedschaften, Herausgebertätigkeit
Benzing ist Mitherausgeber führender Zeitschriften, Mitglied des Vorstandes des Exzellenzclusters CECAD (Cologne Cluster of Excellence on Cellular Stress Responses in Aging-Associated Diseases) zu altersassoziierten Erkrankungen an der Universität Köln und Mitglied verschiedener wissenschaftspolitischer Gremien. Benzing wurde mit hohen wissenschaftlichen Preisen ausgezeichnet. 2008 erhielt er den Ernst Jung-Preis für Medizin, 2005 den Franz-Volhard-Preis der Deutschen Gesellschaft für Nephrologie und 2006 den Young Investigator Award der American Society of Nephrology, deren Fellow er 2005 wurde. 2009 wurde er Mitglied der Nationalen Akademie der Wissenschaften Leopoldina und 2015 als Mitglied in die American Society for Clinical Investigation berufen. 2020 wurde Benzing in die Nordrhein-Westfälischen Akademie der Wissenschaften und der Künste gewählt. Auf der Mitgliederversammlung der Deutschen Forschungsgemeinschaft (DFG) vom 2. Juli 2025 wurde Thomas Benzing für eine Amtszeit von drei Jahren (2026–2028) in den Senat der DFG gewählt.

## Schriften (Auswahl)
- mit Gerd Walz u. a.: The polycystic kidney disease 1 gene product modulates Wnt signaling, Journal of Biological Chemistry, Band 274, 1999, S. 4947–4953
- mit Tobias Huber, Michael Köttgen, Birgit Schilling, Gerd Walz: Interaction with podocin facilitates nephrin signaling, Journal of Biological Chemistry, Band 276, 2001,  S. 41543–41546
- mit Friedhelm Hildebrandt u. a.: Mutations in INVS encoding inversin cause nephronophthisis type 2, linking renal cystic disease to the function of primary cilia and left-right axis determination, Nature Genetics, Band 34, 2003, S. 413–420
- mit  Thomas Tuschl u. a.: A mammalian microRNA expression atlas based on small RNA library sequencing, Cell, Band 129, 2007, S. 1404–1414
- mit Gerd Walz, Friedhelm Hildebrandt u. a.: Mutations in a novel gene, NPHP3, cause adolescent nephronophthisis, tapeto-retinal degeneration and hepatic fibrosis, Nature Genetics Band 34, 2003, S. 455–459
- Signaling at the slit diaphragm, Journal of the American Society of Nephrology, Band 15, 2004, 1382–1391
- mit Tobias Huber: The slit diaphragm: a signaling platform to regulate podocyte function, Current opinion in nephrology and hypertension, Band 14, 2005, 211–216
- mit Gerd Walz u. a.: Inversin, the gene product mutated in nephronophthisis type II, functions as a molecular switch between Wnt signaling pathways, Nature Genetics, Band 37, 2005, S. 537–543
- mit Manfred Fliegauf, Heymut Omram: When cilia go bad: cilia defects and ciliopathies, Nature reviews Molecular cell biology, Band 8, 2007, S. 880–893
- mit R. S. Schwartz, F. Hildebrandt, N. Katsanis: Cilopathies, New England Journal of Medicine, Band 364, 2011, S. 1533–1543